# Grbovi dalmatinskog komunalnog plemstva – H
Za grbove dalmatinskog komunalnog plemstva ne vrijede zakoni heraldike zbog posebnih uvjeta nastanka i vlasnika istih. Grbovi dalmatinskog komunalnog plemstva pripadaju krugu talijanskog komunalnog plemstva gdje je tradicija opisivanja s gledišta promatrača. 
Grbovi s početnim slovom  H

## Grbovi
| Grb | Kuća i opis grba |
| --- | --- |
|     | Hektorović, Eterović (Hvar) Titula: (HR) Na crvenom polju tri lijevo kose zlatne grede u desnom kutu zlatni profil glave bika. [1/33] |
|     | Hrvatinić, Hrvojević, Vukić Hrvatinić (Split) Titula: Splitski knez - (HR) Na srebrenom polju oklopljena srebrena ruka u crvenom rukavu drži srebreni mač, mač stoji vodoravno, ruka izlazi iz dna grba, desno od ruke crveni lav s dva repa, iznad ruke s mačem dvije crvene vodoravne grede. [2/65] - (HR) Na crvenom polju lijevo kosa zlatna greda, duž grede tri crvena ljiljana, iznad grede srebreni križ, ispod grede srebreni križ. [2/23] - (HR) Crveno polje dijeli okomita zlatna greda, duž grede tri crvena ljiljana, lijevo od grede srebreni križ, desno od grede srebreni križ. [3/23] - (HR) crtež grba [2/10] |